# Замятино (Арзамасский район)
Замя́тино — село в Арзамасском районе Нижегородской области. Входит в состав Большетумановского сельсовета.

## География
Село располагается на левом берегу реки Тёши.
В селе находится Церковь Казанской иконы Божией Матери (1810). В настоящее время в полуразрушенном состоянии.

## Население
| 1999 | 2002 | 2010 |
| ---- | ---- | ---- |
| 262  | ↘202 | ↘171 |

## Улицы
- ул. Октябрьская
- ул. Северная